# Hodgsoniola
Hodgsoniola là một chi thực vật có hoa trong họ Asparagaceae.